# Zhou Yang (lekkoatletka)
Zhou Yang (chiń. 周杨; ur. 16 maja 1988 w Chengdu) – chińska lekkoatletka, specjalizująca się w skoku o tyczce.

## Osiągnięcia
- złoty medal mistrzostw świata juniorów (Pekin 2006)

W 2008 Yang reprezentowała Chiny podczas igrzysk olimpijskich w Pekinie. 25. lokata w eliminacjach nie dała jej awansu do finału.

## Rekordy życiowe
- skok o tyczce (stadion) – 4,45 m (2008)
- skok o tyczce (hala) – 4,20 m (2007 & 2008)